# Katrina Leung
Katrina Leung (Los Angeles, 1954) é uma empresária americana de ascendência chinesa nascida acusada de espionagem. Leung se graduou na  Universidade de Cornell e na Universidade de Chicago e é uma figura importante na comunidade sino-americana de Los Angeles, tendo feito vultosas doações para as campanhas de diversos candidatos proeminentes do partido Republicano. No começo dos anos 80 foi recrutada pelo chefe da divisão de contra-inteligência chinesa do FBI, James J. Smith, e recebeu o codinome "empregada doméstica". Trabalhando com Smith, Leung foi uma valiosa fonte de informação e, ao longo dos anos, lhe foram pagos cerca de 1,7 milhões de dólares por seus serviços.
Em um dado momento, Leung e Smith, ambos casados, começaram um caso que durou cerca de 20 anos. Leung teve acesso a documentos confidenciais do FBI que Smith levava aos seus encontros. Em 2003 foi presa e acusada de trabalhar como agente-duplo para o governo da China. Os oficiais do FBI dizem que têm que reavaliar o trabalho de mais de uma década que ela prestou na contra-inteligência em virtude das denúncias de espionagem. Smith foi preso e acusado por negligência. Leung também teve um caso com William Cleveland Jr., um ex-agente do FBI e o chefe de contra-inteligência do Lawrence Livermore National Laboratory.
Desde da prisão de Katrina Leung, sua família manteve sua declaração de inocência, e em uma coletiva de imprensa comparou seu caso ao do físico nuclear Wen Ho Lee, que após ser acusado e absolvido por crimes de espionagem nuclear, foi demitido de suas funções.